# (8465) Bancelin
(8465) Bancelin est un astéroïde de la ceinture principale.

## Description
(8465) Bancelin est un astéroïde de la ceinture principale. Il fut découvert le 2 mars 1981 à Siding Spring par Schelte J. Bus. Il présente une orbite caractérisée par un demi-grand axe de 3,16 UA, une excentricité de 0,16 et une inclinaison de 6,4° par rapport à l'écliptique.

## Compléments